# 청춘 펀치
"청춘 펀치"(Youth's Punch)는 한국에서 제작된 김선경 감독의 1988년 영화이다. 최수종 등이 주연으로 출연하였고 최상균 등이 제작에 참여하였다.

## 출연

### 주연
- 최수종 ... 강혁 역
- 박혜란 ... 미연 역

### 조연
- 주용만 ... 명호 역
- 하재영 ... 동태 역
- 최미선 ... 세희 역
- 김기주
- 김지희
- 김성겸
- 김윤주 ... 혜옥 역
- 김일우
- 문태선
- 이경희
- 박예숙
- 정희진
- 이경애
- 나갑성
- 홍성연
- 강성봉
- 최성호
- 박희진
- 홍성찬
- 길달호
- 김완진
- 임경하
- 권희모
- 김유석
- 김재광
- 노혜정
- 박성희
- 씨엠 에이스
- 정종열 ... 강혁 친구 역

## 기타
- 촬영부: 이기동
- 촬영부: 유관동
- 촬영부: 김윤수
- 촬영부: 박희주
- 조명: 강상용
- 조명부: 어귀봉
- 조명부: 남지현
- 조명부: 이정호
- 조명부: 최웅
- 스틸: 박희재
- 조연출: 경석호
- 녹음: 김병수
- 효과: 양대호